# كأس نيوزيلندا 2010
كأس نيوزيلندا 2010 (بالإنجليزية: 2010 Chatham Cup)‏ هو موسم من كأس نيوزيلندا. فاز فيه ميرامار رينجرز ‏.